# Klassträff

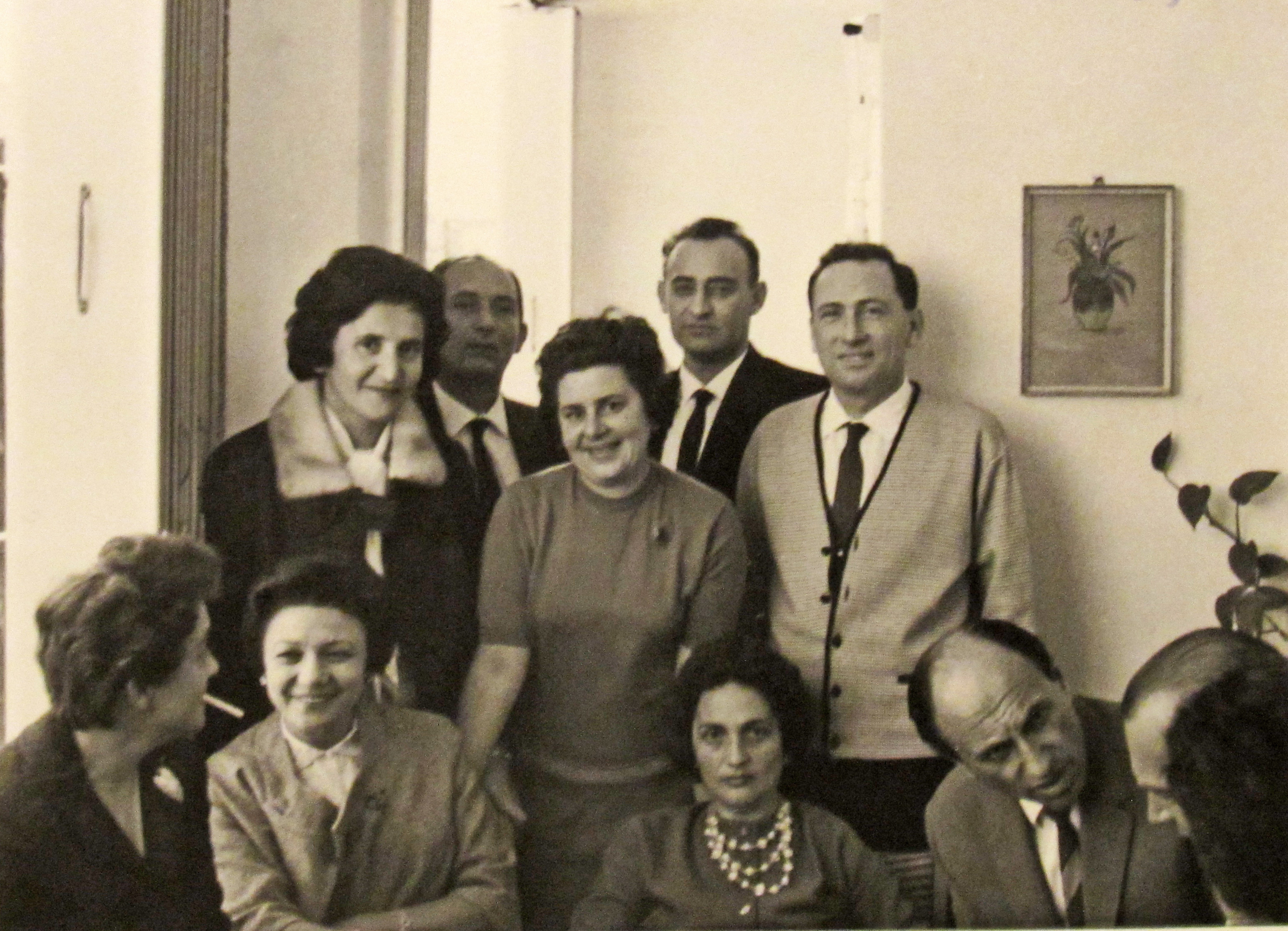
En klassträff i Tel Aviv 1965.

En klassträff innebär att en tidigare skolklass återförenas, till exempel ett visst antal år efter det att klassen splittrades, för att de tidigare eleverna ska få träffa varandra igen. På en klassträff brukar de tidigare skolkamraterna tala om sina minnen från skoltiden, samt om vad som har hänt med olika skolkamrater under åren efter det att klassen splittrades. En klassfest kan anordnas i samband med återträffen.
Klassträffar kan ordnas av skolan, till exempel när det gått 10 år sedan klassen slutade skolan, eller på eget initiativ av en eller ett par av de tidigare eleverna i klassen. Det finns företag som hjälper till att anordna återträffar för skolklasser. Eleverna som tackar ja till inbjudan får betala en avgift som brukar inkludera någon form av mat och dryck.